# Psoloptera melini
Psoloptera melini là một loài bướm đêm thuộc phân họ Arctiinae, họ Erebidae.